# Chiêu Thông
Chiêu Thông (昭通市, Hán Việt: Chiêu Thông thị), là một địa cấp thị ở đông bắc tỉnh Vân Nam, Cộng hòa Nhân dân Trung Hoa.

## Các đơn vị hành chính
Địa cấp thị Chiêu Thông quản lý các đơn vị cấp huyện sau:

### Các quận nội thành
Một quận sau:
- Chiêu Dương

### Các thành phố cấp huyện
- Thủy Phú

### Các huyện
Chín huyện
- Lỗ Điện
- Xảo Gia
- Diêm Tân
- Đại Quan
- Vĩnh Thiện
- Tuy Giang
- Trấn Hùng
- Di Lương
- Uy Tín